# 党怀英
党怀英（1134年—1211年），字世杰，号竹溪，谥号文献，山東西路奉符（今山东泰安）人，籍貫陝西路冯翊（今陕西大荔），中国金朝文学家、书法家。

## 生平
宋初名将党进第十一世孙，其父党纯睦任金朝泰安军录事参军，死于任上，其母以贫不归。遂为奉符（今山东泰安）人。怀英少时与辛弃疾一同拜在刘瞻门下，一时并称“辛党”。
早年“应举不得志，遂脱略世务，放浪山水间，簟瓢屡空，晏如也”。金世宗大定十年（1170年）中进士，任莒州军判，后历任汝阴县令、国史院编修、应奉翰林文字、翰林院修撰、翰林院待制等职。大定二十九年（1189年）与郝俣参与《辽史》刊修。金章宗明昌元年（1190年）升直学士，担任国子监祭酒。后迁侍讲学士、翰林学士等职，深受历任君主赏识，为当时金朝文坛领袖。赵秉文稱其“文似欧阳公，不为尖新奇险之语；诗似陶、谢，奄有魏、晋；篆籀入神，李阳冰之后一人而已。”章宗承安二年（1197年）出任泰宁军节度使。次年，再次召为翰林学士承旨。卫绍王完颜永济大安三年（1211年）逝世，葬于奉符西旺村（今泰安市郊区北集坡乡西旺村）。

## 著作
党怀英的文学作品以词作最为有名，兼工篆籀，“当时称为第一，学者宗之”，著有《竹溪集》，已散佚，仅有数首词因元好问编撰的《中州集》得以流传。党也是著名的书法家，工于篆书，自成一家，号为金朝第一。

## 手跡
- 山東曲阜孔廟中“杏壇”二字篆書石碑
- 山東濟南靈岩寺《十方靈岩寺田園記》碑額
- 吉林扶餘大金得胜陀颂碑篆書碑額